# Автошлях E11
Європейський маршрут E11 —  європейський автомобільний маршрут від В'єрзона до Монпельє, повністю розташований у Франції довжиною 570 кілометрів.

## Маршрут
- : В'єрзон — Монлюсон — Клермон-Ферран
- : Клермон-Ферран — Манд — Мійо
- : Мійо — Монпельє

Дорога проходить по найвищому дорожньому мосту в світі, віадуку Мійо довжиною 2 460 м, що підноситься над землею на 270 м.
Дорога також проходить повз (але не перетинає) Віадук Гарабі, який побудований в 1880-х Гюставом Ейфелем.

## Фотографії

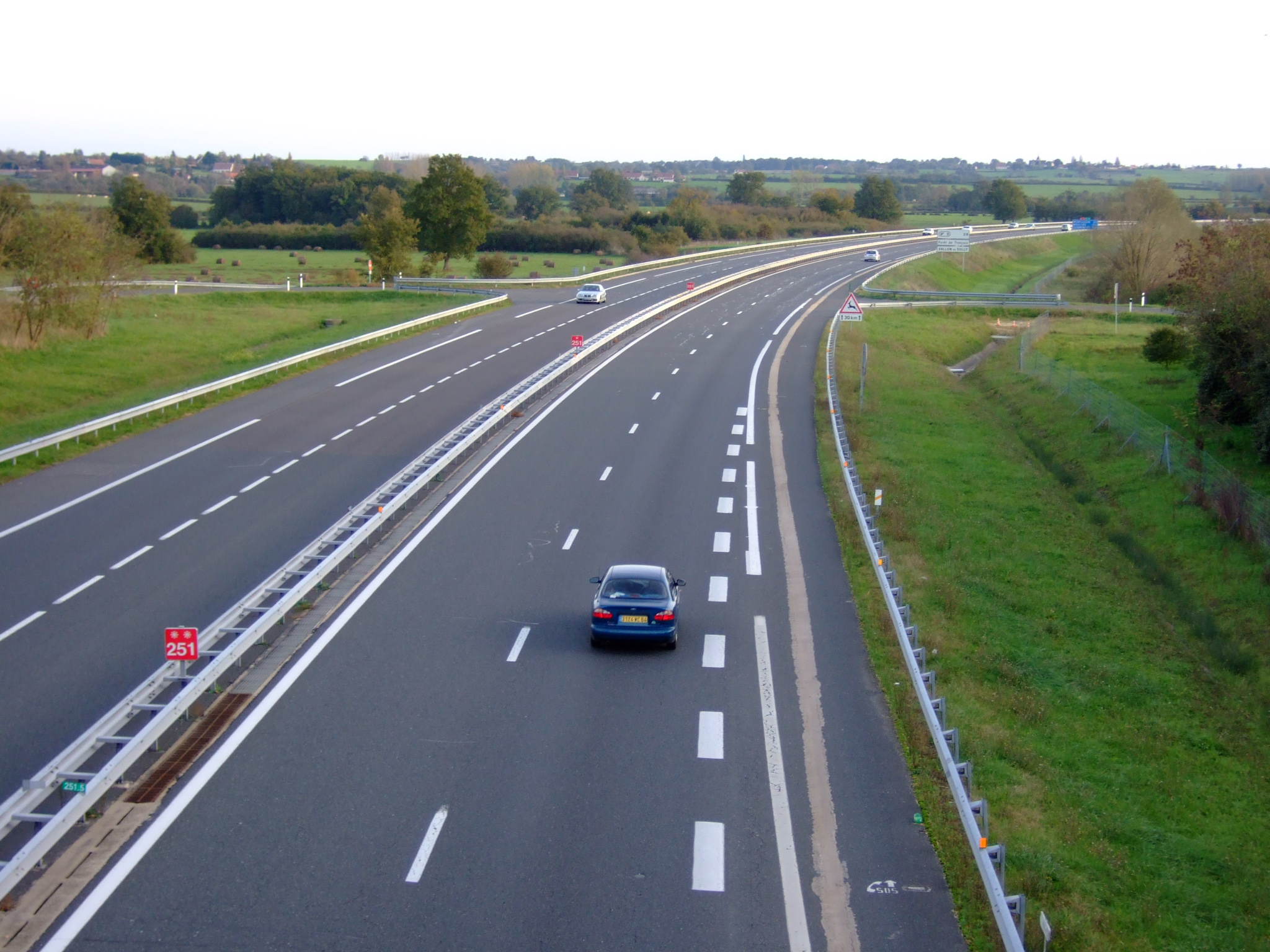
Автомагістраль A71